# 笑う男 (ヘニング・マンケル)
『笑う男』（わらうおとこ、Mannen som log）は、ヘニング・マンケル著によるスウェーデンの警察小説「クルト・ヴァランダー・シリーズ」の第4作である。

## あらすじ
1993年10月、前回の事件の後遺症が癒えずデンマークのスカーゲン（Skagen）で療養中のクルト・ヴァランダーの元を友人で弁護士のステン・トーステンソンが訪ねてきた。用件はイースタッド警察により交通事故死と判断された父親の件を再捜査して欲しいというものであったが警察を辞める決意を固めていたヴァランダーはこれを断った。
11月1日の休暇明け最後の出勤日となるはずの朝、ヴァランダーは朝刊の死亡欄にステン・トーステンソンの名を見付けた。同僚に電話で事情を訊くとトーステンソンは事務所に居たところを何者かに射殺されたということであった。この日、ヴァランダーは出署すると勤務に戻った。
ヴァランダーが自動車事故の再調査を開始しグスタフ・トーステンソンの身辺調査を行っていると、トーステンソン法律事務所の秘書ベルタ・ドゥネールから何者かが自宅の裏庭に侵入した形跡があるとの連絡が入った。ヴァランダーが駆けつけると裏庭には地雷が仕掛けられていた。

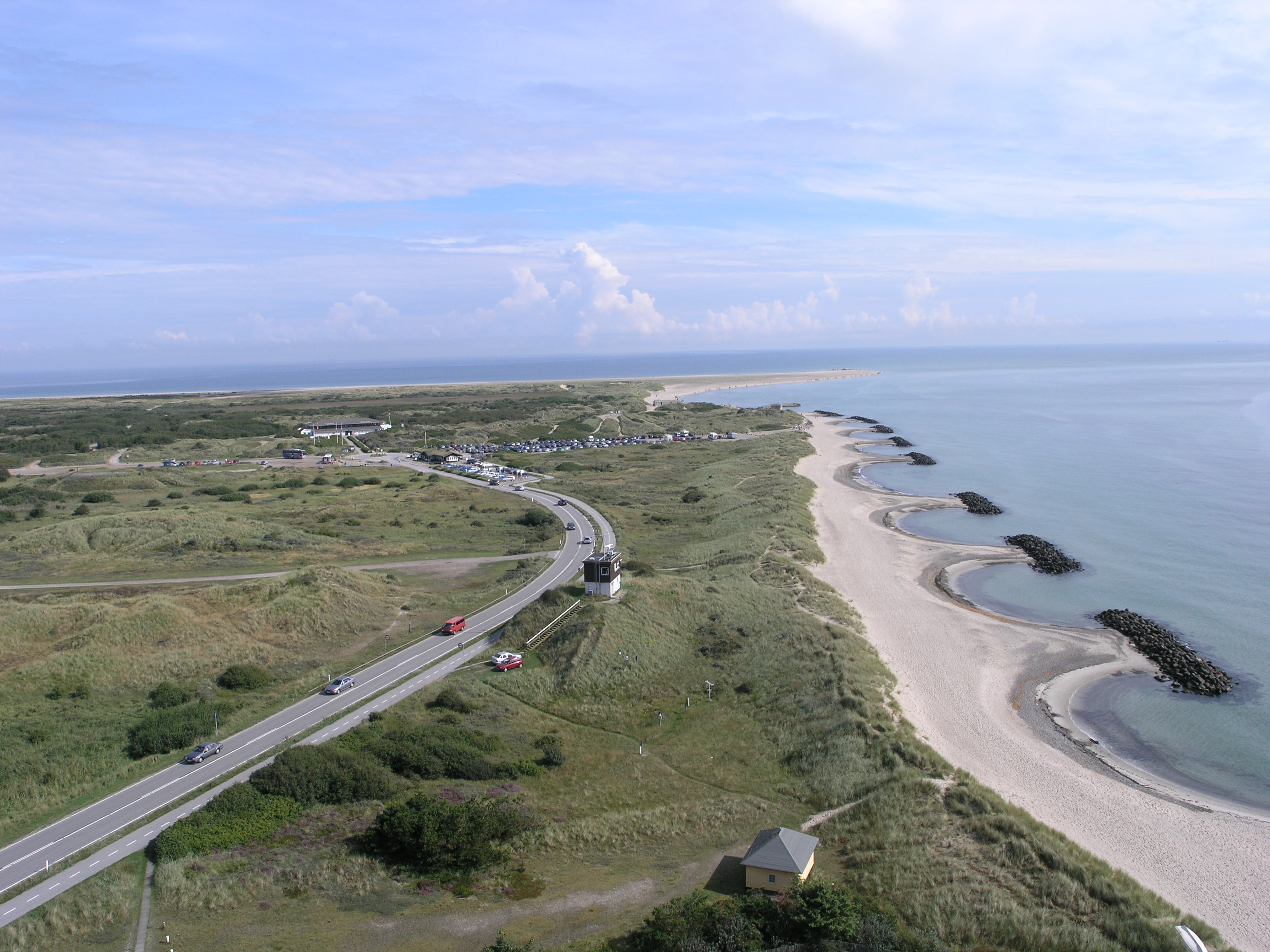
スカーゲン（Skagen）のグレーネン海岸
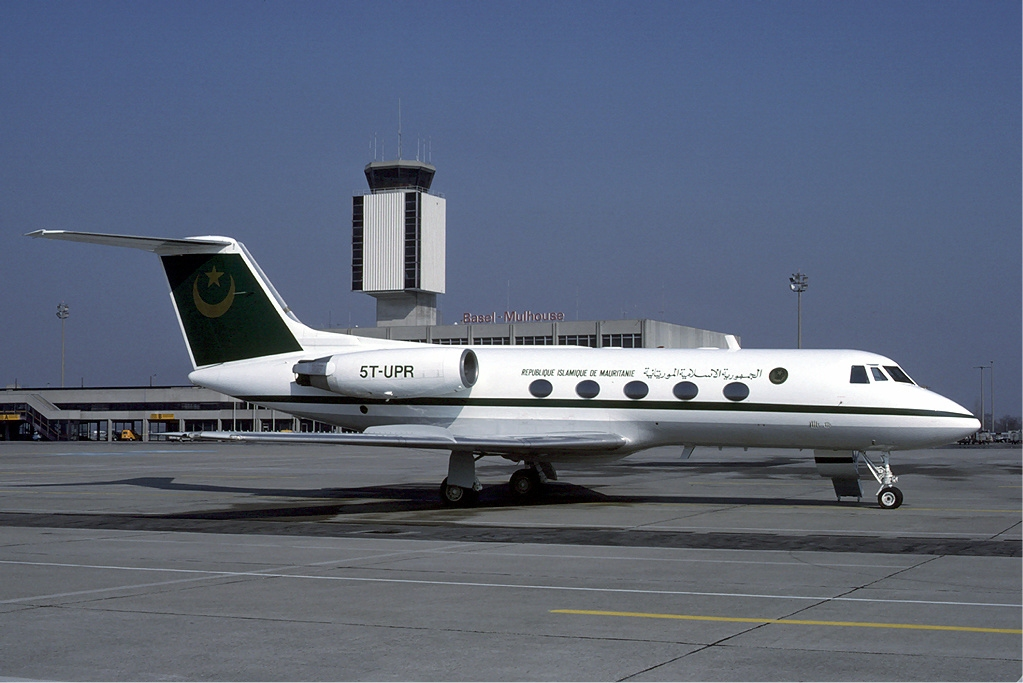
グラマン ガルフストリーム II

## 登場人物
クルト・ヴァランダー
イースタッド警察、警部
アン＝ブリッド・フーグルンド
イースタッド警察、新任刑事
スヴェードベリ
イースタッド警察、刑事
マーテインソン
イースタッド警察、刑事
ビュルク
イースタッド警察、署長
ステン・トーステンソン
ヴァランダーの友人、弁護士
グスタフ・トーステンソン
ステンの父親、弁護士
ベルタ・ドゥネール
トーステンソン法律事務所の秘書
アルフレッド・ハーデルベリ
実業家、トーステンソンの顧客